# Hip-hop espanyol
El hip-hop espanyol és un moviment cultural que abasta varis estils de música rap, i també diferents manifestacions artístiques com el grafit o el breakdance, sorgides a Espanya.

## Història
Està generalment acceptat que el hip-hop, originat als Estats Units els anys setanta, es va introduir a Espanya la primera meitat dels anys 1980.
Un dels factors que més van contribuir a l'aparició i implantació de la cultura hip-hop al país va ser la presència de bases militars estatunidenques a Espanya. Els militars que hi havia en elles, especialment els de descendència afroamericana, seguien l'estètica hip-hop i escoltaven rap. Tan la música com la forma de vestir dels nord-americans va causar un fort impacte sobre els joves locals, que més tard van començar a crear rap en castellà.
El ball propi d'aquest fenomen cultural i un dels seus elements fonamentals, el breakdance, també va començar a la mateixa època a Madrid a principis dels anys 80. S'ha senyalat que el seu naixement va tenir lloc entre el 1980 i 1981 a la zona d'AZCA i de la mà de col·lectius com Madrid City Breakers. Tant el breakdance en particular com el hip-hop en general van esdevenir populars a Espanya gràcies a l'estrena de pel·lícules americanes en les quals el breakdance era un dels temes principals, com Beat Street i Breakdance.
Els primers exemple de grafit a Espanya també van sorgir a la primera meitat dels anys vuitanta. És d'opinió comú que el primer referent de grafit en el país seria Muelle, que ha esdevingut un pioner del grafit espanyol, sobretot a la zona de Madrid.